# Andreï Pourguine
Andreï Pourguine (en russe : Андрей Евгеньевич Пургин, en ukrainien : Андрій Євгенович Пургін), né le 26 janvier 1972 à Marïnka, est un homme politique ukrainien, vice-Premier ministre autoproclamé de la république populaire de Donetsk en 2014.

## Biographie

### Carrière politique
Il annonce l'arrestation de Vladimir Makovitch, soupçonné d'être impliqué dans la mort d'Anatoli Klian, le 4 juillet 2014.
En septembre 2015, il est arrêté à Donetsk et démis de ses fonctions.